# Bahnhof Bad Hofgastein

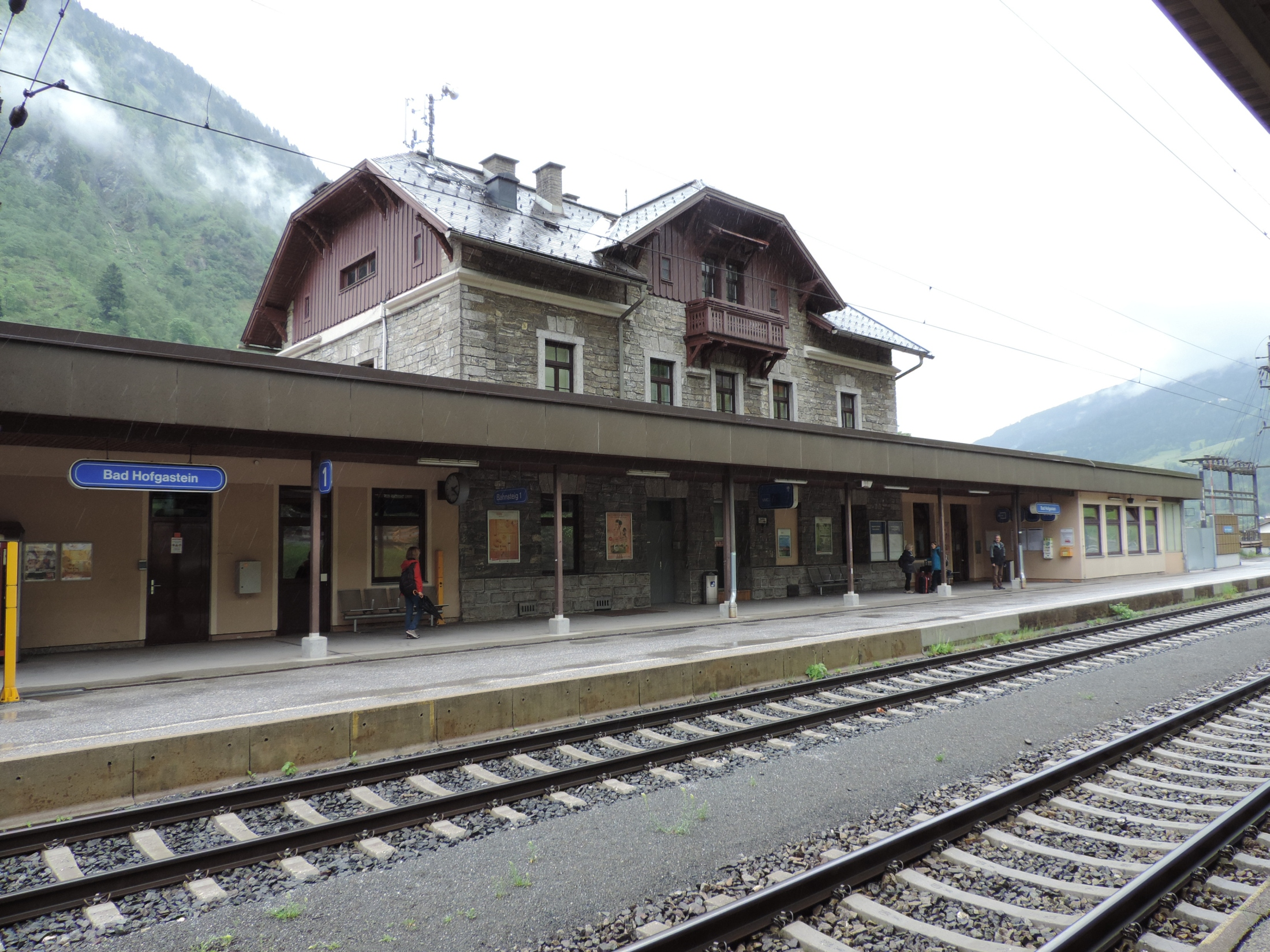
Hausbahnsteig

Der Bahnhof Bad Hofgastein ist ein Bahnhof der Österreichischen Bundesbahnen in Bad Hofgastein im Bundesland Salzburg. Das Aufnahmsgebäude steht unter Denkmalschutz (Listeneintrag).

## Lage
Der Bahnhof liegt an einem der zweigleisigen Abschnitte der Tauernbahn im Ortsteil Breitenberg, nordwestlich der Hauptgemeinde Bad Hofgastein.

## Ausstattung
Es gibt drei Bahnsteiggleise: Gleis 1 liegt am Hausbahnsteig, die Gleise 2 und 3 an einem Mittelbahnsteig. Fast alle Personenzüge fahren planmäßig von Gleis 1 ab.
Der Bahnhof verfügt über Wartehallen im Bahnhofsgebäude sowie auf dem Mittelbahnsteig.

## Verkehr
An diesem Bahnhof halten – wie auch an den Bahnhöfen Bad Gastein und Dorfgastein – ausschließlich Fernverkehrszüge (InterCity, EuroCity, Railjet und ICE) im Zweistundentakt. Diese verkehren auf der Relation Klagenfurt – Salzburg. Einzelne Züge verkehren über Salzburg hinaus bis München bzw. Frankfurt oder Dortmund.
Auch ein EuroNight-Zugpaar nach Zagreb bzw. Stuttgart/Zürich hält einmal täglich in der Nacht.
Am Bahnhof halten außerdem zwei Buslinien der Region Gasteinertal:
- 550: Sportgastein – Böckstein – Bad Gastein – Bad Hofgastein – Dorfgastein (– Lend/Salzach) – Loifarn – Schwarzach im Pongau – St. Johann im Pongau
- 558: Ortsverkehr Bad Hofgastein